# KFBニュースレーダー
『KFBニュースレーダー』（ケーエフビーニュースレーダー）は、1986年9月29日から1989年3月31日まで2年半、福島放送で生放送された平日夕方の福島県向けローカルワイドニュース番組である（『ANNニュースレーダー』の福島県ローカルパート扱い）。

## 概要
- 福島放送は、開局から5年間放送してきた情報番組『イブニングふくしま』と、報道番組『KFBニュース』を統合し、福島放送初のニュースワイドとしてこの『KFBニュースレーダー』をスタートさせた。

- 番組は、テレビ朝日発の全国ニュース『ANNニュースレーダー』を内包し、番組後半で福島県内のニュースと天気予報を伝えていた。

- 1987年10月19日からは『ニュースシャトル ANN』を開始にあたり、18時から30分のローカルニュース番組に独立。しかし、1989年4月改編でニュースシャトルの放送時間移動に伴いローカル枠と統合するため、番組は終了した。

- 1989年4月3日から9月29日までは、『KFBニュースシャトル』となった。

## メインキャスター
- 岩崎吉高[1][2][3][4]
- 吉田美香子[1]
- 有賀佐知子[1][2][3][4]
- 高倉光子[2][3][4]
- 北岡由子[2][3]
- 今泉毅[2][3][4]

## 放送時間
- 1986年9月29日 - 1987年10月16日：月曜日 - 金曜日 18:00 - 18:50（JST）
- 1987年10月19日 - 1989年3月31日：月曜日 - 金曜日 18:00 - 18:30（JST）